# Ensemble Inégal
Ensemble Inégal je český barokní vokálně-instrumentální soubor sídlící v Praze. Byl založen jeho uměleckým vedoucím, varhaníkem a dirigentem Adamem Viktorou a sopranistkou Gabrielou Eibenovou v roce 2000. Od tohoto roku vystupuje na festivalech, např. Pražské jaro, Musica Antiqua Brugge, Oude Muziek Utrecht, Lufthansa Festival of baroque music London, De Bijloke Gent, Early Music Festival Stockholm, BachFest Leipzig, Tage alter Musik Regensburg a mnoha dalších. Realizoval 20 nahrávek, které obdržely řadu ocenění, např. Diapason d´Or, International Record Review Outstanding, Goldberg 5Stars aj. Soubor se pravidelně objevuje ve vysílání českých i zahraničních televizních a rozhlasových stanic (BBC, Evropská vysílací unie EBU, BR, Deutschlandradio Kultur, Česká televize aj.).

## Zaměření souboru
Ensemble Inégal je všestranné hudební těleso, jehož interpretační záběr sahá od hudby renesanční až po hudbu současnou. Kromě staré hudby a děl Johanna Sebastiana Bacha, Georga Friedricha Händela, Antonia Vivaldiho, Claudia Monteverdiho a dalších má soubor provedl také novátorská uvedení a nahrávky hudby romantické (např. Antonín Dvořák, Gioacchino Rossini) a moderní (např. Benjamin Britten, Arvo Pärt, Alfred Schnittke, Philip Glass).
Od roku 2007 Ensemble Inégal pořádá v Praze vlastní abonentní cyklus se třemi hlavními dramaturgickými východisky: České hudební baroko – objevy a překvapení, Music Visions a Ensemble Inégal dětem.

### Dílo Jana Dismase Zelenky
Soubor si vytkl jako své klíčové poslání znovuobjevení a rehabilitaci díla a osobnosti Jana Dismase Zelenky. Realizoval 13 nahrávek s novodobými premiérami jeho zásadních děl, celkem se jednalo již o 28 Zelenkových skladeb, které měli posluchači možnost slyšet na koncertech a nahrávkách poprvé právě v podání Ensemble Inégal. Od roku 2014 Ensemble Inégal pořádá mezinárodní Zelenka Festival Praha – Drážďany věnovaný odkazu tohoto autora a od roku 2015 také každoroční muzikologické kolokvium Zelenka Conference Prague.

### Loutna česká
Umělecký vedoucí souboru Adam Viktora byl v roce 2014 pověřen rekonstrukcí nejznámějšího českého barokního díla, Loutny české od Adama Václava Michny podle doposud neznámých pramenů nově nalezených českým muzikologem Petrem Daňkem. V této rekonstruované podobě bylo dílo vydáno tiskem vydavatelstvím Bärenreiter a Ensemble Inégal jej pravidelně koncertně uvádí na festivalech v Čechách i v zahraničí.

## Diskografie
- Jan Dismas Zelenka: Missa Sancti Spiritus ZWV 4, Litanie di Vergine Maria ZWV 149 (Nibiru Publishers 2021, World Premiere Recording)
- Samuel Capricornus: Continuation der neuen wohl angestimmten Taffel-Lustmusic, Opus Musicum, Sonata a 8 (Nibiru Publishers 2021, World Premiere Recording)
- Jan Dismas Zelenka: Missa Sanctae Caeciliae ZWV 1, Currite ad aras ZWV 166 (Nibiru Publishers 2019, World Premiere Recording)
- Jan Dismas Zelenka: Psalmi Vespertini IV (Nibiru Publishers 2018, World Premiere Recording)
- Jan Dismas Zelenka: Psalmi Vespertini III (Nibiru Publishers 2017, World Premiere Recording)
- Jan Dismas Zelenka: Psalmi Vespertini II (Nibiru Publishers 2016, World Premiere Recording)
- Jan Dismas Zelenka: Psalmi Vespertini I (Nibiru Publishers 2015, World Premiere Recording)
- Jan Dismas Zelenka: Missa Paschalis ZWV 7, Litaniae Omnium Sanctorum ZWV 53 (Nibiru Publishers 2014, World Premiere Recording)
- Jan Dismas Zelenka: Missa Sanctissimae Trinitatis ZWV 17, Gaude laetare ZWV 168 (Nibiru Publishers 2013, World Premiere Recording)
- Jan Dismas Zelenka: Missa Omnium Sanctorum ZWV 21, Christe eleison ZWV 29, Barbara dira effera! ZWV 164 (Nibiru Publishers 2012, World Premiere Recording)
- Benjamin Britten: Ceremony of carols, Arvo Pärt: Two lullabies, Salve Regina (Nibiru Publishers 2011, World Premiere Recording)
- Jan Dismas Zelenka: Missa Sancti Josephi ZWV 14, Litaniae Xaverianae ZWV 155 (Nibiru Publishers 2010, World Premiere Recording)
- Jan Dismas Zelenka: Il diamante, serenata ZWV 177 (Nibiru Publishers 2009, World Premiere Recording)
- Antonio Vivaldi: Vivaldi in Bohemia, Magnificat RV 410b, Laudate pueri RV 600, Salve Regina RV 617 (Nibiru Publishers 2009, World Premiere Recording)
- Jan Josef Ignác Brentner: Vesperae cum ordiniis psalmis, Hymnodia divina (Nibiru Publishers 2008, World Premiere Recording)
- Jan Dismas Zelenka: Missa Purificationis Beatae Virginis Mariae ZWV 16, Litaniae Lauretanae „Consolatrix afflictorum“ ZWV 151 (Nibiru Publishers 2007, World Premiere Recording)
- Jan Dismas Zelenka: Il serpente di bronzo ZWV 61 (Nibiru Publishers 2005, World Premiere Recording)
- Jan Josef Ignác Brentner: Offertoria, moteta, duchovní árie (Nibiru Publishers 2003, World Premiere Recording)
- Antonín Dvořák: Mše D Dur op. 86, Tři duchovní zpěvy op 19b, Varhanní dílo (Nibiru Publishers 2001)

### Ocenění
- Jan Dismas Zelenka: Psalmi Vespertini II (Nibiru Publishers 2016) - Diapason d'Or[5]
- Jan Dismas Zelenka: Missa Paschalis ZWV 7, Litaniae Omnium Sanctorum ZWV 53 (Nibiru Publishers 2014) - Diapason d'Or[6]
- Jan Dismas Zelenka: Missa Sancti Josephi ZWV 14, Litaniae Xaverianae ZWV 155 (Nibiru Publishers 2010) - Diapason découverte[7]
- Jan Dismas Zelenka: Il diamante, serenata ZWV 177 (Nibiru Publishers 2009) – International Record Review Outstanding[8]
- Jan Dismas Zelenka: Il serpente di bronzo ZWV 61 (Nibiru Publishers 2005) - Diapason découverte[9]

## Notové edice děl Jana Dismase Zelenky
Ensemble Inégal disponuje vlastní rozsáhlou notovou edicí děl Jana Dismase Zelenky.
- Currite ad aras ZWV 166
- Da pacem Domine ZWV 167
- Christe eleison ZWV 29
- Il serpente di bronzo ZWV 61
- Litaniae ZWV 151 „Consolatrix afflictorum“
- Litaniae Xaverianae c moll ZWV 155
- Litaniae ZWV 149
- Miserere c moll ZWV 57
- Missa Dei Filii ZWV 20
- Missa Sancti Blasii ZWV 22
- Missa Omnium Sanctorum ZWV 21
- Missa Paschalis ZWV 7
- Missa Purificationis ZWV 16
- Missa Sanctae Caeciliae ZWV 1
- Missa Sanctissimae Trinitatis ZWV 17
- Missa Sancti Josephi ZWV 14
- Il Diamante – Serenata ZWV 177

- Psalmi Vespertini I 
  - Beatus vir ZWV 75
  - Confitebor ZWV 110
  - Dixit Dominus ZWV 66
  - In exitu Israel ZWV 83

- Psalmi Vespertini II
  - Credidi ZWV 85
  - De profundis ZWV 96
  - Laetatus sum ZWV 88
  - Lauda Jerusalem ZWV 104
  - Nisi Dominus ZWV 92

- Psalmi Vespertini III
  - Beati omnes ZWV 94
  - Confitebor ZWV 70
  - Confitebor Angelorum ZWV 100
  - Domine probasti me ZWV 101
  - In convertendo ZWV 91
  - Laudate Dominum ZWV 87
  - Memento Domine ZWV 98

- Psalmi Varii
  - Confitebor ZWV 73
  - De profundis ZWV 95
  - Dixit Dominus ZWV 67
  - Laetatus sum ZWV 90
  - Lauda Jerusalem ZWV 102